# El Pueblito
El Pueblito – miasto w środkowym Meksyku, na obszarze Mesy Centralnej, na wysokości 1817 metrów, w stanie Querétaro, siedziba władz gminy Corregidora. W 2014 roku liczyło 87 300 mieszkańców.